# Dorian Electra
Dorian Electra Fridkin Gomberg (Houston, 25 de junio de 1992), habitualmente llamado Dorian Electra es un artista y cantante estadounidense. Su álbum debut, Flamboyant, fue lanzado el 17 de julio de 2019, y su segundo álbum My Agenda, fue lanzado al mercado el 16 de octubre de 2020.

## Carrera

### Primeros años
En cuarto de primaria, Dorian tomó clases de teatro. A los catorce años comenzó a usar la narración digital para el colegio, escribiendo canciones, haciendo videos para informes de libros y, finalmente, proyectos de investigación en Shimer College en Chicago.
Dorian se graduó en School of the Woods, un instituto de Montessori, Houston. Asistió a la universidad Shimer College, una escuela de Literatura, en Chicago, para estudiar Historia y Filosofía de la Ciencia, de 2010 a 2014.

### Carrera
Dorian llamó la atención por primera vez en 2010, con el vídeo musical «I'm in Love with Friedrich Hayek» donde se elogia la filosofía del economista austriaco Friedrich Hayek, y el cual obtuvo comentarios del profesor de teoría, Steven Horwitz.
Dorian descubrió que escribir canciones le permite probar su conocimiento sobre los temas que le apasionan mientras se los comunica a los demás de una manera divertida y atractiva.
En 2011 publicó dos vídeos más, «Roll With The Flow» y «We Got it 4 Cheap». Ambos fueron producidos por Mainstream Political Media.
En 2012, entró en la compañía productora Emergent Order.
Dorian entonces produjo un nuevo vídeo pop, basado también en la economía, «Fa$t Ca$h», con el apoyo de Moving Picture Institute, y un premio de su parte.
En septiembre del 2012, Dorian publicó otro vídeo musical, «Party Milk», el cual Dorian describió como «un intento de fusionar los simbolismo de las fiestas con algo que la gente nunca asociaría, pero que conoce en otros contextos».
En 2013, Dorian participó de «Daydream», un vídeo musical y canción del grupo Magicks.
En julio del 2014, Dorian publicó un vídeo musical llamado «What Mary Didn't Know», basado en el experimento filosófico de Frank Jackson del mismo nombre (1986). En agosto del mismo año, Dorian sacó su primer álbum (aunque no oficial), titulado Econ Songs. Este contó con cuatro canciones originales y dos remixes:
1. «I'm in Love with Friedrich Hayek»
2. «Roll With The Flow Lyrics»
3. «We Got It 4 Cheap»
4. «Fa$t Ca$h»
5. «Fa$t Ca$h» (Wolf Bush Remix)
6. «Fa$t Ca$h» (Objacktivist Remix)

En 2015 se publicó el vídeo «Forever Young: A Love Song to Ray Kurzweil», un homenaje al futurista Ray Kurzweil.
En 2016, Dorian publicó un nuevo vídeo musical titulado «Sensual» (ft.David Chalmers & Baba Brinkman) para Consciousness Central, una serie anual de programas de la conferencia The Science of Consciousness. 
Junto a este vídeo, ''Dorian Electra & The Electrodes'' publicaron otro álbum no oficial titulado Magical Consciousness-Conference. Magical Consciousness Conference es una compilación de diez pistas de varios de los trabajos anteriores del Dorian, junto con tres remixes.
Este álbum contó con siete temas originales « 1) What Mary Didn't Know, 2)  Time's Real, 3) Mind Body Problem, 4) Chinese Room 5) Brain In a Vat 6) Forever Young 7) Sensual « y tres remixes de Sensual. » 8) Sensual (Romance Remix) 9) Sensual (Gloom's Remix) 10) Sensual (Wolf Bush Remix)»
El mismo año, Electra liberó «Clitopia» en Refinery29. Cuenta la historia del clítoris, desde la Grecia Antigua hasta la Modernidad, con modelos en 3D. En una entrevista, Electra dijo que lo hizo para «naturalizar la palabra clítoris, y ayudar a volverlo un tema de consciencia popular».  En junio del 2016, Electra liberó el vídeo musical «Mind Body Problem» con Bullett Media, canción que habla sobre «la feminidad como una actuación, cuando ser "mujer" se siente como ponerse un disfraz que parece no desprenderse de la ropa».
Dorian continuó su serie de vídeos con Refinery29 sobre el feminismo interseccional e historias queers, con «The History of Vibrators» (2016), «Dark History of High Heels» (2016), «2000 Years of Drag» (2016), y «Control» (2017).
Estos videos se centran en las cuestiones feministas y queers interseccionales, colaborando con más artistas, como Imp Queen, London Jade, The Vixen, Lucy Stool, Eva Young, Zuri Marley, K Rizz y Chynna.
En 2017, Dorian publicó el sencillo «Jackpot» a través de una publicación de Grindr, una canción que «aborda la fluidez de género, pero de una manera más sutil y menos explícitamente educativa». Más tarde, ese mismo año, Electra colaboró en la canción de Charli XCX «Femmebot» con Mykki Blanco en el mixtape Pop 2.
En 2018, Electra publicó tres pistas nuevas «Career Boy», «VIP» y «Man to Man».
En ese año también participó de «Out Of My Head (remix)» de A.G.Cook con Mykki Blanco, Tommy Cash y Hannah Diamond.
Más tarde en diciembre, colaboró con Ravenna Golden para la canción «Open My Eyes».
En 2019, Electra liberó «2 Fast», su primera colaboración con sus seguidores. Y publicó su álbum debut, titulado Flamboyant junto a sus vídeos musicales «Daddy Like», y más tarde «Adam & Steve». 
En agosto de 2019, Electra se embarcó en el Flamboyant: Chapter I Tour, el cual duró hasta noviembre del 2019. Luego inició la segunda etapa, Flamboyant: Chapter II, a principios del 2020. Sin embargo, en marzo del mismo año, el resto de las fechas de la gira se pospusieron debido al COVID-19. 
En 2020, Electra liberó el solo «Thirsty (For Love)», otra colaboración con seguidores, publicando también el vídeo musical para «Guyliner». En el mismo año, colaboró con el dúo de música experimental 100 Gecs en el remix de su canción «gec 2 Ü» revelando también un vídeo musical para el mismo.
En mayo, Dorian liberó «Sorry Bro (I Love You)», y en julio lanzó «Give Great Thanks». Tres semanas más tarde, Electra liberó «Gentleman» y «M'Lady», dos nuevos singles con un vídeo conjunto.
El 21 de septiembre de 2020 Electra anunció su segundo álbum de estudio My Agenda, colaborando con Rebecca Black, Faris Badwan, Pussy Riot, Village People y Dylan Brady entre otros. El 15 de septiembre, Dorian lanzó ''My Agenda'', canción título del álbum.
El proyecto entero se lanzó el 16 de octubre de 2020 y se describe como la exploración de la "crisis de la masculinidad".
Luego de participar en el vídeo musical para Edgelord, Rebecca Black ha celebrado el 10.º aniversario de su sorprendente éxito viral        "Friday" con un nuevo remix del mismo, en el cual colaboró junto a Dorian, Big Freedia, y 3OH!3 en febrero del 2021.
El 25 de febrero, Pussy Riot liberó ''TOXIC'' junto a Electra y con la producción de Dylan Brady, miembro del dúo 100 gecs. ''El single reflexiona sobre la importancia del cuidado personal, valorar su salud mental y mantenerse alejado de las relaciones que los envenenan'', comentó Nadya. En abril, Electra liberó ''1 Pill 2 Pill'', en colaboración para Mutants Vol. 4: LOVE. Más tarde, en el mismo mes, Dorian participó del remix para ''Loveline'', canción original de Zolita, junto a Petal Supply. Semanas más adelante, Electra liberó el vídeo musical para ''Ram It Down'' y una canción en colaboración con Club Cringe para Cringe Compilation #2, ''My Wife's Boyfriend''.
En agosto del 2021, Dorian reveló que My Agenda (Deluxe) saldrá el 5 de noviembre del mismo año, con nuevas canciones y nuevos remixes de las canciones originales. También informó que en 2022 realizará un tour mundial por América del Norte, parte de Europa y parte de Asia con ''My Agenda 2022 TOUR''.

## Vida personal
El padre de Electra es Paul Gomberg, conocido como el «Rockstar Realtor» en Houston. Su madre es Paula Fridkin, una artista plástica y diseñadora de pasteles. Se le asignó como mujer al nacer, pero Dorian se identifica como género fluido y usa los pronombres they/them. Tiene un diagnóstico de trastorno por déficit de atención con hiperactividad. Sigue un estilo de vida vegetariano. Dorian pertenece al judaísmo étnicamente, y no por religión.
Dorian nació en Houston, Texas, pero actualmente se encuentra viviendo en Los Ángeles California.

## Influencia
Electra es lo que llamamos, una persona entertainer. Su acto musical, es la fusión pop entre RuPaul’s Drag Race, Rage Against the Machine y Lady Gaga, entre otros. Su excentricidad es la parte central de su identidad y esto también se ve reflejado en su estilo musical, pues Dorian no trabaja sólo con sonidos pop o hyperpop, sino, que a veces se torna experimental y hasta un poco industrial. Todo esto, conjunto con letras y frases ingeniosas, complementan este casi performance de los comportamientos tóxicos masculinos en nuestra sociedad.

## Discografía

### Álbumes

#### Álbumes de estudio
| Título     | Detalles de álbum                                                                                         |
| ---------- | --- |
| Flamboyant | - Liberado: 17 de julio de 2019 - Etiqueta: Self-released - Formatos: Descarga Digital, Streaming, Vinilo |
| My Agenda  | - Liberado: 16 de octubre de 2020 - Etiqueta: Self-released - Formatos: LP, Descarga Digital, Streaming   |

### Álbum Instrumental
| Título                            | Detalles de álbum                                                             |
| --------------------------------- | ----------------------------------------------------------------------------- |
| Flamboyant Deluxe (Instrumentals) | - Liberado: 1 de mayo de 2020 - Etiqueta: Self-released - Formatos: Streaming |

| Título                   | Detalles de álbum                                                              |
| ------------------------ | ------------------------------------------------------------------------------ |
| Flamboyant ~ Voice Memos | - Liberado: 14 de mayo de 2020 - Etiqueta: Self-released - Formatos: Streaming |

### Vídeos Musicales
|                          | Año  | Álbum              |
| ------------------------ | ---- | ------------------ |
| "Clitopia"               | 2016 | singles            |
| "Mind Body Problem"      | 2016 | singles            |
| "Vibrator"               | 2016 | singles            |
| "High Heels"             | 2016 | singles            |
| "Drag"                   | 2016 | singles            |
| "Jackpot"                | 2017 | singles            |
| "Control"                | 2017 | singles            |
| "VIP"                    | 2018 | singles            |
| "Career Boy"             | 2018 | Flamboyant         |
| "Man To Man"             | 2018 | Flamboyant         |
| "2 Fast"                 | 2019 | sencillo           |
| "Flamboyant"             | 2019 | Flamboyant         |
| "Daddy Like"             | 2019 | Flamboyant         |
| "Adam & Steve"           | 2019 | Flamboyant         |
| "Thirsty (For Love)"     | 2020 | sencillo           |
| "Guyliner"               | 2020 | Flamboyant         |
| "Sorry Bro (I Love You)" | 2020 | My Agenda          |
| "Give Great Thanks"      | 2020 | My Agenda          |
| "Gentleman"              | 2020 | My Agenda          |
| "M'Lady"                 | 2020 | My Agenda          |
| "Edgelord"               | 2020 | My Agenda          |
| ''F The World''          | 2020 | My Agenda          |
| ''Ram It Down''          | 2021 | My Agenda          |
| ''M'Lady (Remix)''       | 2021 | My Agenda (Deluxe) |

#### Colaboraciones
| Título                                                                                     | Año  | Álbum                        |
| ------------------------------------------------------------------------------------------ | ---- | ---------------------------- |
| "Femmebot" (Charli XCX, ft. Mykki Blanco & Dorian Electra)                                 | 2017 | Pop 2                        |
| ''Out Of My Head'' (A.G. Cook, Mykkie Blanco, Dorian Electra, Tommy Cash & Hannah Diamond) | 2017 | Pop 2                        |
| "Open My Eyes" (Ravenna Golden ft. Dorian Electra)                                         | 2018 | Sencillo - Open My Eyes      |
| "Gec 2 Ü (Remix)"(100 Gecs ft. Dorian Electra)                                             | 2020 | 100 Gecs & The Tree of Clues |
| "Teenage Dirtbag" (Sega Bodega ft. Dorian Electra)                                         | 2020 | Reestablishing Connection    |
| ''BDOTY'' (Dorian Electra & Laura Les)                                                     | 2020 | Salmonation                  |
| ''Friday (Remix)'' (Rebecca Black ft. Dorian Electra, Big Freedia & 3OH!3)                 | 2021 | Friday (Remix)               |
| ''Toxic'' (Pussy Riot ft. Dorian Electra & Dylan Brady)                                    | 2021 | Toxic                        |
| ''Loveline Remix'' (Zolita ft. Dorian Electra & Petal Supply)                              | 2021 | Loveline Remix               |
| "Lady Gaga - Replay (Dorian Electra Remix)"                                                |      | Dawn of Chromatica           |

#### Singles promocionales
| Título                                                       | Año  |           | Álbum     |
| ------------------------------------------------------------ | ---- | --------- | --------- |
| "Control" (feat. Zuri Marley, Chynna, K Rizz, & London Jade) | 2017 | (Singles) | (Singles) |
| "2 Fast"                                                     | 2019 | (Singles) | (Singles) |
| "Thirsty (For Love)"                                         | 2020 | (Singles) | (Singles) |
| ''1 Pill 2 Pill''                                            | 2021 | (Singles) | (Singles) |
| ''My Wife's Boyfriend''                                      | 2021 | (Singles) | (Singles) |

## Covers
- "Teenage Dirtbag" - Sega Bodega ft. Dorian Electra - (Wheatus) (2020)

- "Shape of You" (Ed Sheeran) (2021)
- "Positions" (Ariana Grande) (2021)
- "Happy" (Pharrell Williams cover) (feat. 645AR) (2021)

## Videos musicales
- Videos:
  - «I'm in Love with Friedrich Hayek» (2010)[51]
  - «Roll with the Flow» (2011)
  - «We Got It 4 Cheap» (2011)
  - «Party Milk» (2012)
  - «Fast Ca$h» (2012)
  - «Forever Young: A Love Song To Ray Kurzweil» (2015)
  - «Sensual» (2016)
  - «What Mary Didn't Know» (2016)
  - «Ode to the Clitoris» (2016)
  - «Mind Body Problem» (2016)[52]
  - «The History of Vibrators» (2016)[53]
  - «Dark History of High Heels» (2016)[54]
  - «2000 Years of Drag» (2016)[55]
  - «Control» (2017)[56]
  - «Jackpot» (2017)[57]
  - «Career Boy» (2018)
  - «V.I.P.» (2018)
  - «Man to Man» (2018)
  - «Flamboyant» (2019)
  - «Daddy Like» (2019)[58]
  - «Adam & Steve» (2019)
  - «Guyliner» (2020)
  - «Sorry Bro (I love You)» (2020)
  - «Give Great Thanks» (2020)
  - «Gentleman / M'Lady» (2020)
  - «Edgelord» (2020)
  - "F the World" (2020)
  - ''Friday (Remix)'' (2021) - Colaboración con Rebecca Black[59]
  - ''Toxic'' (2021) - Colaboración con Pussy Riot[60]
  - ''Ram It Down'' (2021)
  - ''M'Lady'' (Remix) (2021)
  - "My Agenda" (2021)
  - "Freak Mode" (2023)
  - "Sodom & Gomorrah" (2023)
  - "anon" (2023)
  - "Puppet" (2023)